# حاجی‌آباد (باقران، غرب)
حاجی‌آباد نام روستایی است در دهستان باقران از توابع بخش مرکزی شهرستان بیرجند، واقع در استان خراسان جنوبی که بر پایه سرشماری عمومی نفوس و مسکن در سال ۱۳۸۵ جمعیت آن ۱۸۲۱ نفر (در ۴۹۵ خانوار)  و طبق سرشماری عمومی نفوس و مسکن در سال ۱۳۹۵ جمعیت آن ۷٬۷۴۹ نفر (در ۲٬۰۷۸ خانوار) بوده‌است.